# Třída Galveston
Třída Galveston byla lodní třída raketových křižníků námořnictva Spojených států amerických, vzniklá přestavbou druhoválečných lehkých křižníků třídy Cleveland. Těch bylo přestavěno celkem šest a to ve dvou variantách, lišících se použitým typem protiletadlových řízených střel. Třída Galveston je označením pro trojici lodí – USS Galveston, USS Little Rock a USS Oklahoma City, vybavených střelami Talos (druhá trojice třídy Providence měla střely Terrier).
Po přestavbě byly klasifikovány jako raketové lehké křižníky (CLG – guided missile light cruisers). V roce 1975 byly tyto lodě reklasifikovány na raketové křižníky (CG – cruiser guided).

## Stavba
Všechny tři křižníky této třídy byly postaveny americkou loděnicí Cramp Shipbuilding Co. ve Filadelfii.
Jednotky třídy Galveston:
| Jméno                     | Loděnice           | Spuštěna       | Vstup do služby   | Status                     |
| ------------------------- | ------------------ | -------------- | ----------------- | -------------------------- |
| USS Galveston (CLG-3)     | Cramp Shipbuilding | 22. dubna 1945 | 28. května 1958   | Vyřazen 1973.              |
| USS Little Rock (CLG-4)   | Cramp Shipbuilding | 27. srpna 1944 | 17. června 1945   | Vyřazen 1976, muzejní loď. |
| USS Oklahoma City (CLG-5) | Cramp Shipbuilding | 20. února 1944 | 22. prosince 1944 | Vyřazen 1979.              |

## Konstrukce

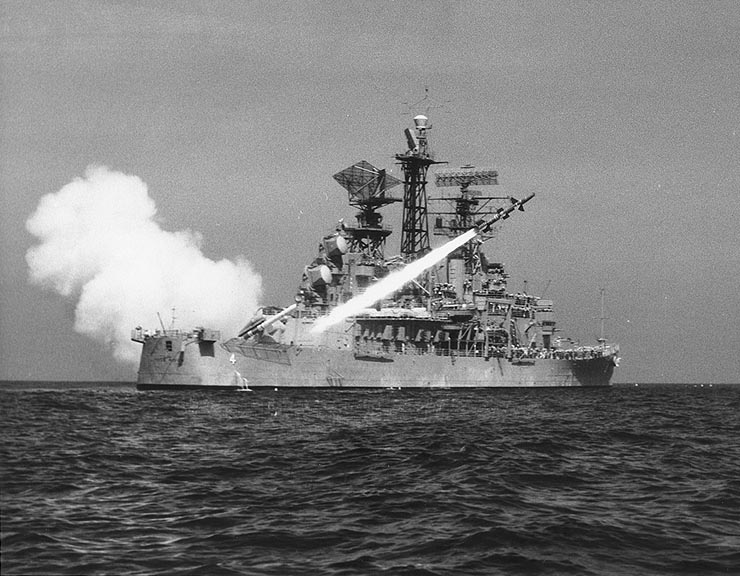
USS Little Rock vypouští střelu Talos

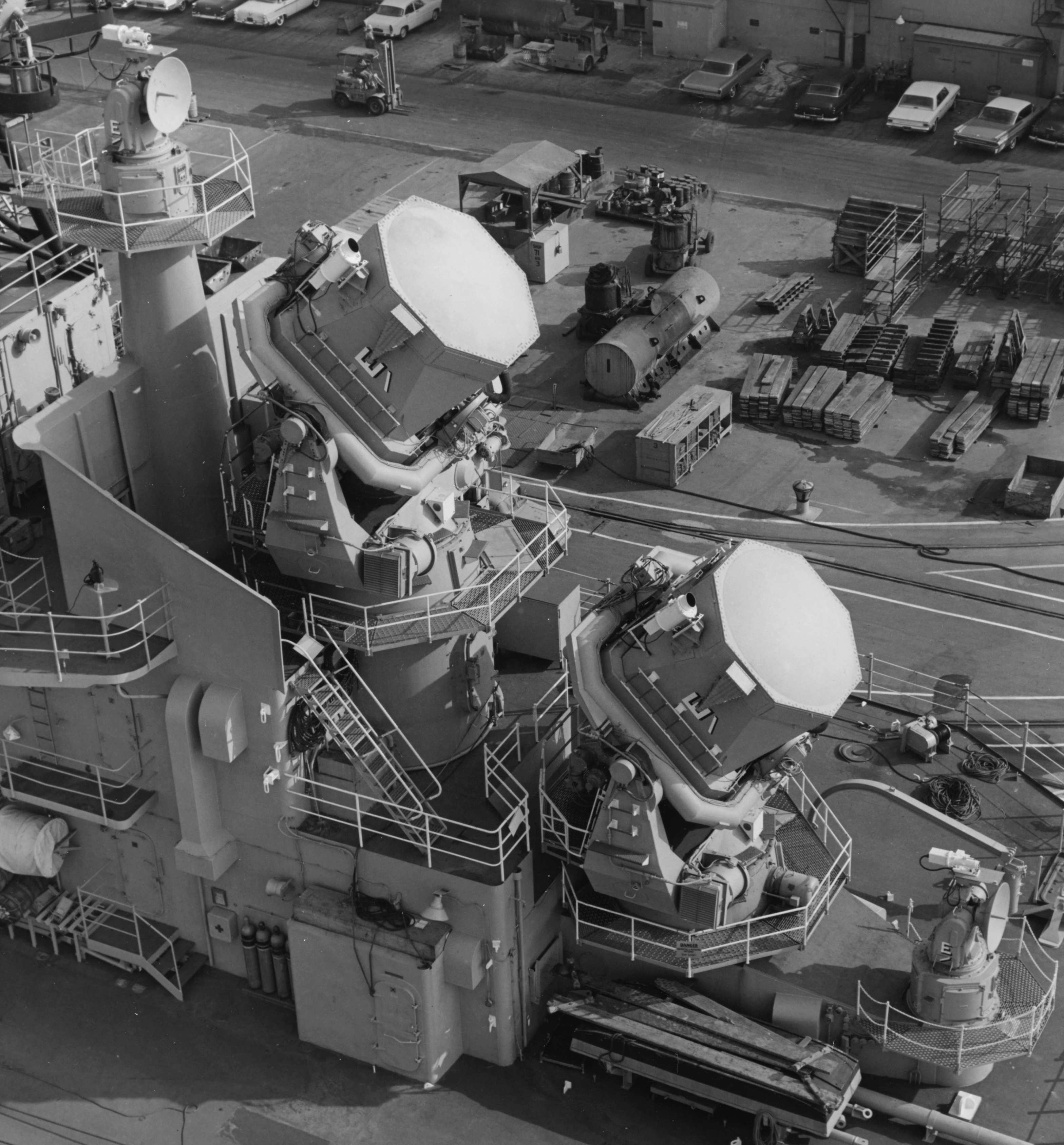
Dvojice radarů AN/SPG-49

U křižníků Little Rock, Oklahoma City byla ponechána pouze přední dělová věž se 152mm kanóny a celá zadní část nástavby. Na místě zadních věží pak bylo instalováno dvojité odpalovací zařízení střel Talos se zásobou 46 střel. Můstek obou lodí byl zvětšen, aby mohly sloužit jako vlajkové a hlavňovou výzbroj doplňovala pouze jedna dvoudělová věž se 127mm kanóny na přídi. Naopak u křižníku Galveston se s rolí vlajkové lodi nepočítalo a proto byla jeho přední část ponechána v původní podobě včetně dvojice dělových věží se 152mm kanóny a trojice věží se 127mm kanóny.

## Operační nasazení
Galveston vstoupil do služby v květnu 1958 jako první americká loď nesoucí řízené střely Talos (modernizace ostatních dvou skončila v roce 1960). Galveston a Oklahoma City byly nasazeny ve vietnamské válce, kde například ostřelovaly pobřežní cíle s pomocí svých pěti a šestipalcových děl.
Galveston byl vyřazen z aktivní služby v roce 1970 a později byl sešrotován. Little Rock byl vyřazen v roce 1976 a dodnes se dochoval jako muzeum. Oklahoma City byl vyřazen v roce 1979, poté byl dlouho uložen v rezervě a teprve v roce 1999 byl poblíž Guamu potopen jako cvičný cíl.